# 에티오피아 요리

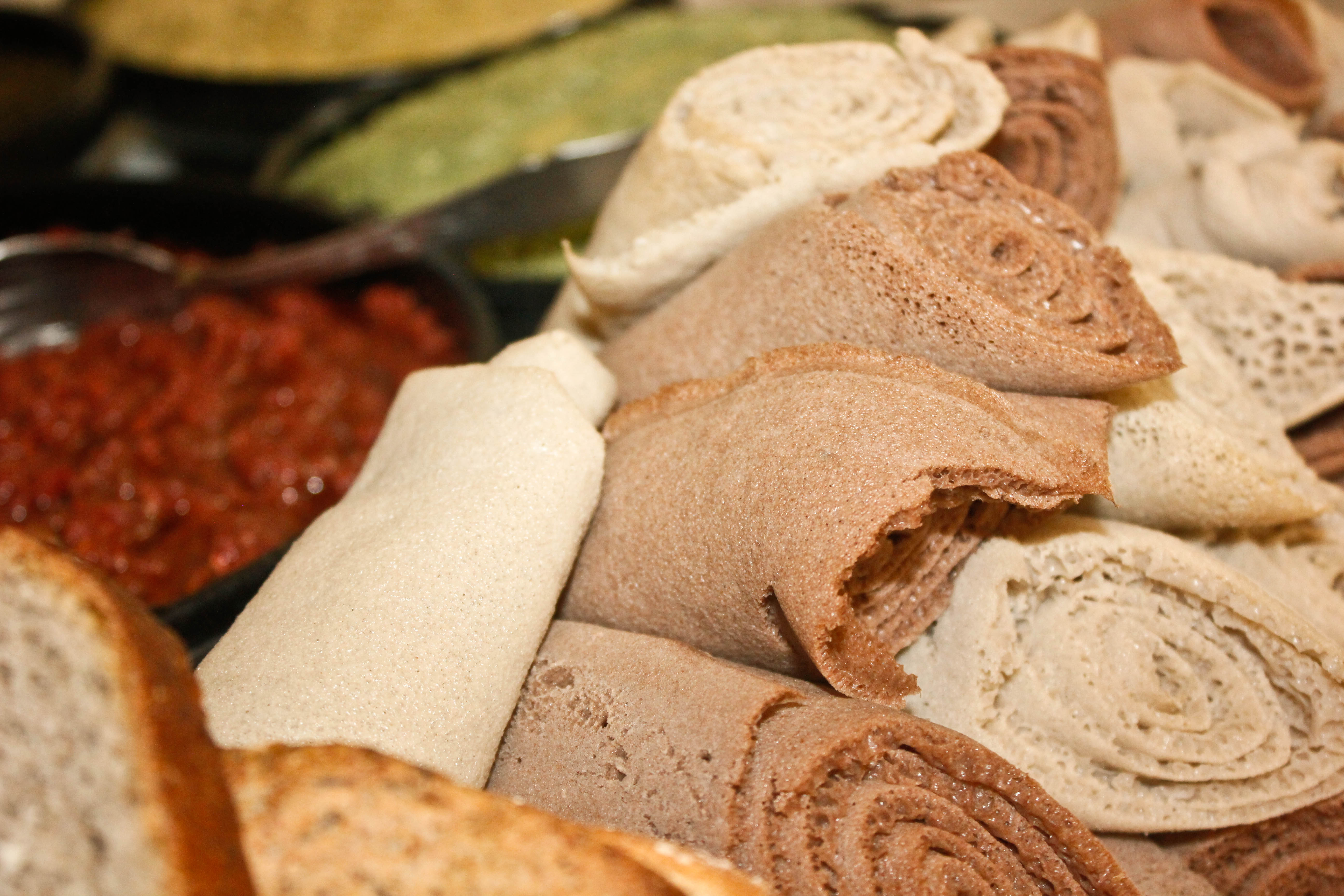
도로 워뜨와 은저라

에티오피아 요리(Ethiopia 料理, 암하라어: የኢትዮጵያ አበሳሰል 여이티욥삐야 압버사설)는 동아프리카에 있는 에티오피아의 요리이다. 대개는 야채 요리와 고기 요리로 나뉜다.  주식은 은저라라고 하는 크고 둥글넓적한 부침개로, 발효된 테프 가루로 만든다. 은저라는 오른손을 사용해서 먹으며, 손으로 뜯어서 먹기 때문에 다른 주방기구가 필요하지 않다. 스튜는 대개 국물을 진하게 해서 먹는다.
전통적으로 에티오피아 요리는 거의 돼지고기를 섭취하지 않는다. 이슬람교도여서가 아니라 에티오피아력을 쓰는 기독교 국가이기에 돼지 섭취를 금한다. 또한 수, 금요일과 사순절 기간에는 금식을 하기 때문에 채식주의자를 위한 식단이 예로부터 발달했다. 육류를 많이 안 먹고 금식 기간이 있다보니 단백질을 다수 섭취하기 위해 옛날부터 에티오피아인들은 참깨, 홍화기름을 많이 섭취했다. 에티오피아 식당에서는 서양 국가에서 채식주의자들이 먹는 음식이 거의 보편적이라고 보면 된다.
에티오피아 음식은 향이 강한 것으로 알려져 있다. 에티오피아 지역에서만 자라는 특수한 향신료도 많다. 일반적으로 유럽 식당에서 내오는 바질이나 고수 잎, 사프란 이외에도 다양한 식재료가 많아서 타임이나 홍후추도 많이 쓴다. 에티오피아 교육부 장관이던 이네스 밀러 씨는 이에 대해 홍후추를 제외하고는 거의가 로마 제국의 영향을 받은 것이라고 적어놓고 있다.

## 종류
칠리 고추와 다른 가루 및 재료를 혼합해서 만드는 버르버레는 많은 요리에서 볼 수 있으며 대개 모든 요리에 버터나 생강, 마늘 등을 넣는다.

### 워뜨

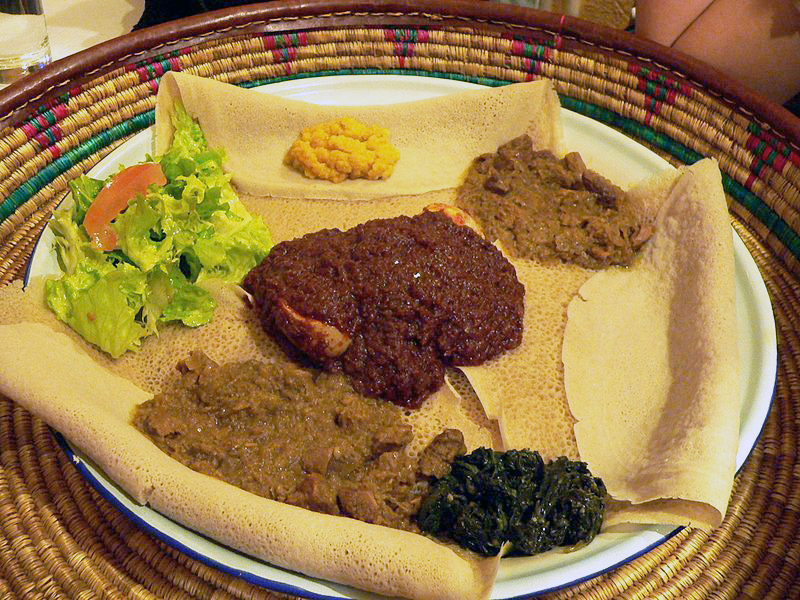
은저라 위에 얹은 워뜨

워뜨는 빨간 양파를 놓고 큰 냄비에 끓여서 먹는 에티오피아식 수프이다. 양파가 조금 뭉그러지면 야채 기름을 넣고 버르버레를 넣어서 향을 더한다. 빨갛지 않게 하려면 버르버레는 조금 덜 넣어서 요리를 하면된다. 마지막으로 쇠고기 등 고기를 넣어주고 요리한다. 고기는 염소, 닭고기 등 다양하게 요리할 수 있으며 어떤 고기를 사용하느냐에 따라서 그 명칭이 천차만별이다.

### 뜨브스
뜨브스라고 하는 요리는 야채 샐러드를 뜨겁게 해서 내오는 수프이다. 18세기 중엽 에티오피아를 방문했던 르메디우스 프러트키는 뜨브스를 "누군가에게 특별한 환영을 표시하기 위해서 내오는" 구운 고기와 함께 요리한 음식이라고 적었다.

## 음료
떠지라고 하는 것이 있다. 떠지는 꿀술로서 에티오피아에서는 일반 술집에서 먹을 수 있다. 대개는 tej bet이라고 부르며 이외에는 카티칼(katikal)이나 아라키(araki)라고 해서 비싸진 않지만 아주 알코올이 강한 술이 있다.
커피가 에티오피아에서 나와 다른 나라로 퍼졌다는 것은 많은 사람들이 인정하는 사실이다. 그렇기에 아직도 수많은 사람들이 커피를 정말 많이 즐긴다. 사람들은 커피를 전용 주전자에 만들어서 먹는데 진흙으로 된 물병에 담아서 끓인 다음에 내놓는다. 가정에서는 약초 따위를 가져다가 띄워서 물맛을 좋게 하기도 한다. 좋은 커피는 누구나 맛볼 수 있는 것이 아니기에 질좋은 커피가 생산되는 곳은 통제된다.

## 음식 제공
에티오피아에는 메소브(mesob)라고 해서 자국식 식탁 이름이 있다. 대개는 짚으로 짜서 엮은 것인데 먹을 시간이 되면 그 위에 깔개를 깔고 손을 씻기 위해 물과 비누를 가져온다. 그 다음에 음식을 내오면 깔개를 벗기고 식탁 위에 바로 음식을 놓는다. 음식을 다 먹으면 다시 물과 비누를 가져와 손을 씻고 음식을 치운다.

## 같이 보기
- 아프리카 요리